# Huntington, Texas
Huntington là một thành phố thuộc quận Angelina, tiểu bang Texas, Hoa Kỳ. Năm 2010, dân số của xã này là 2118 người.

## Dân số
- Dân số năm 2000: 2068 người.
- Dân số năm 2010: 2118 người.